# أول أندرياسن
أول أندرياسن (بالنرويجية البوكمول: Ole Andreassen)‏ هو مجدف نرويجي، ولد في 5 يناير 1966 في برغن في النرويج.

## وصلات خارجية
- أول أندرياسن على موقع الاتحاد الدولي للتجديف (الإنجليزية)
- أول أندرياسن على موقع اللجنة الأولمبية الدولية (الإنجليزية)
- أول أندرياسن على موقع أوليمبيديا (الإنجليزية)